# 乔·舒斯特
约瑟夫·「乔」·舒斯特，（英語：Joseph "Joe" Shuster，/ˈʃuːstər/，1914年7月10日—1992年7月30日）是一名加拿大裔美國漫畫家，最知名的是和傑瑞·西格爾在《動作漫畫》中共同創作DC漫畫的角色超人。
舒斯特參與了一些關於超人角色所有權的法律鬥爭。他在《超人》之後的漫畫生涯比起之前不太成功，到了1970年代中期時，舒斯特因部分失明而完全離開漫畫圈。
他和西格爾分別於1992年和1993年入選漫畫界的威爾·艾斯納漫畫名人堂和傑克·科比名人堂。2005年，加拿大漫畫家獎協會設立了喬·舒斯特獎，以紀念這位在加拿大出生的漫畫家。
1. ↑  .   [2022-04-18]. （原始内容存档于2017-01-29）.
2. ↑  Folkart, Burt A. . Los Angeles Times. August 3, 1992  [June 1, 2016]. （原始内容存档于October 22, 2013）.
3. ↑  . The Comics Journal. August 1992, (152): 9.
4. ↑  Stern, Roger. . DC Comics/Kitchen Sink Press/Sterling Publishing. 2006: xii.